# جون ك. أندروود
جون ك. أندروود (بالإنجليزية: John C. Underwood)‏ هو سياسي أمريكي، ولد في 12 سبتمبر 1840 في جورجتاون في الولايات المتحدة، وتوفي في 29 أكتوبر 1913 في نيويورك في الولايات المتحدة.